# 윌러스 베이던보스
윌러스 알베르트 베이던보스(네덜란드어: Jules Albert Wijdenbosch, 1941년 5월 2일~2025년 4월 30일)는 수리남의 정치인이다. 그는 1996년부터 2000년까지 제7대 수리남의 대통령을 지냈다. 파라마리보에서 태어난 그는 1980년대 수리남에서 절대적 영향력을 지녔던 국가민주당(the National Democratic Party)의 당원이었으며 1987년 4월부터 1988년 1월까지 총리, 1991년 1월부터 1991년 9월까지 부통령을 역임했다. 1996년 선거에서 대통령에 당선되어 그 해 9월부터 2000년 8월까지 재임했다.